# Карфаген в огне
«Карфаген в огне» (итал. Cartagine in fiamme) — историческая драма-пеплум итальянского режиссёра Кармине Галлоне.

## Сюжет
Фильм повествует о любовной драме между римлянкой Фульвией и пунийцем Хирамом на фоне событий конца Третьей Пунической войны и осаде Карфагена римской армией.  Фильм снят по книге Эмилио Сальгари «Карфаген в огне».

## В ролях
| Актёр          | Роль    |
| -------------- | ------- |
| Хосе Суарес    | Хирам   |
| Энн Хейвуд     | Фульвия |
| Пьер Брассёр   | Сидон   |
| Даниэль Желен  | Фегор   |
| Теренс Хилл    | Цур     |
| Илария Оккини  | Офир    |
| Альдо Сильвани | Хермон  |